# Gerard Bartelink
Gerardhus Johannes Marinus (Gerard) Bartelink (Rijssen, 28 april 1924 – Nijmegen, 15 januari 2024) was een Nederlands (emeritus) hoogleraar aan de Radboud Universiteit.
Hij studeerde na de middelbare school aan het Twents Carmel College (1936-1942) klassieke talen aan de universiteit waar hij later colleges zou geven. Na die studie werd hij leraar aan het Carmel in Oldenzaal (1947-1966). Hij zou er jarenlang les geven en tegelijk onderzoek naar (oud-)Griekse en Latijnse teksten doen dat in 1952 leidde tot een promotie bij J.G.A Ros met het proefschrift Lexicologisch-semantische studie over de taal van de apostolische vaders. In 1973 volgde hij hoogleraar Christine Mohrmann op als hoogleraar aan de Radboud Universiteit. Samen met Mohrmanns voorganger Jos Schrijnen waren zij initiatiefnemers van École de Nimègue (Nijmeegse School). In de jaren 1962 tot 1967 was hij redacteur van Jaarboek Twente.
Bartelink had veel publicaties op zijn vakgebied bestaande uit artikelen, bijdragen aan boeken en naslagwerken zoals het Prisma Woordenboek Grieks-Nederlands (1958), Geschiedenis van de klassieke letterkunde (1964), Mythologisch woordenboek (1969-1978) en het Woordenboek der Oudheid (1976-1986). Hij bestudeerde Oudgriekse en Latijnse teksten en leverde daar ook vertalingen van, zoals de beschrijving van het leven van de heilige Plechelmus uit Oldenzaal (2005).
In 1989 ging hij met pensioen (emeritaat), maar bleef actief op zijn vakgebied. Tot vlak voor zijn dood verzorgde hij bijdragen aan tijdschrift Amphora (december 2023). In 2004 werd Bartelink benoemd tot ridder in de Orde van Oranje-Nassau en hij was tevens commandeur in de Orde van Sint-Silvester.
Het echtpaar Gerard Bartelink (99) en Els (L.E.) Thissen (94) werd door een zorgverlener levenloos aangetroffen in hun woning aan de Postweg. Een politieonderzoek leverde geen bijzonderheden op.
- Bibsys: 90267222
- Bibliothèque nationale de France: cb12206274b (data)
- CiNii: DA07897528
- Digitale Bibliotheek voor de Nederlandse Letteren: bart048
- Gemeinsame Normdatei: 11892477X
- International Standard Name Identifier: 0000 0001 0872 0270
- Library of Congress Control Number: n86092941
- Nationale Bibliotheek van Tsjechië: jn20000600643
- Nationale bibliotheek van Australië: 36012666
- Nationale Bibliotheek van Israël: 987007271342105171
- Nederlandse Thesaurus van Auteursnamen: 069196826
- Réseau des bibliothèques de Suisse occidentale: 02-A002972471
- Istituto Centrale per il Catalogo Unico: CFIV072566
- Système universitaire de documentation: 030698723
- Virtual International Authority File: 14818924
- WorldCat: E39PBJtrVYGR8qRqbjyk4DhWDq